# Stephenie Meyer
Stephenie Morgan-Meyer (Hartford (Connecticut), 24 december 1973) is een Amerikaans jeugdboekenschrijfster.

## Levensloop
Meyer studeerde Engels aan de Brigham Young-universiteit in Provo (Utah).
In juni 2003 kreeg ze een droom over een aantal personages en ze begon er over te schrijven. Het werd een serie (Twilight) jeugdboeken over de liefde tussen een meisje en een vampier. Er speelden 3 hoofdpersonen: Edward Cullen, Jacob Black en Bella Swan (Cullen).
Na de publicatie van haar eerste boek in 2005, Twilight, werd ze als een veelbelovende schrijver aangemerkt.
De roman Nieuwe maan, gepubliceerd in 2006, werd het vervolg hierop.
In augustus 2007 is het derde deel uitgekomen, Eclipse. De Nederlandse versie van Eclips kwam in april 2009 uit.
Op 2 augustus 2008 is het Amerikaanse vervolg uitgekomen, Breaking Dawn. De Nederlande versie van Breaking Dawn, genaamd Morgenrood, ligt sinds 16 april 2010 in de winkels. Tevens heeft Meyer in juni 2010 een extra boek gepubliceerd; dit boek is gebaseerd op de jonge vampier Bree Tanner uit Eclips en heet: Het korte tweede leven van Bree Tanner.
Meyers gehele Twilight-serie is verfilmd in vijf delen, met Robert Pattinson (Edward Cullen) en Kristen Stewart (Bella Swan) in de hoofdrollen.

## Persoonlijk
Meyer is woonachtig in Cave Creek in de staat Arizona met haar man en drie kinderen. Ze is aanhanger van de Kerk van Jezus Christus van de Heiligen der Laatste Dagen.

## Boeken
Twilight-serie
1. Twilight (2005, verfilmd in 2008)
2. Nieuwe maan (2006, verfilmd in 2009)
3. Eclips (2007, verfilmd in 2010)
4. Morgenrood (2008, verfilmd in 2011 & 2012)
5. Het korte tweede leven van Bree Tanner (2010)
6. Leven en dood (2015)
7. Midnight Sun (2020)

Nadat er twaalf hoofdstukken van het boek Midnight Sun naar het internet waren gelekt, besloot Stephenie Meyer het boek tijdelijk te laten rusten en het later, wanneer iedereen het vergeten is, af te maken en toch uit te geven, wat ze uiteindelijk ook heeft gedaan.
Andere boeken
- Blind Date (samen met Meg Cabot, Lauren Myracle, Michele Jaffe en Kim Harrison, 2007)
- Zielen (2008)
- The Host (2008, verfilmd in 2013)
- The Twilight Saga: The Official Guide (aanvulling op de Twilight saga, 2009)
- De Chemicus (2016)

## Bestseller 60
| Boeken met noteringen in de Nederlandse Bestseller 60  | Jaar van verschijnen | Datum van binnenkomst | Hoogste positie | Aantal weken | Opmerkingen |
| ------------------------------------------------------ | -------------------- | --------------------- | --------------- | ------------ | ----------- |
| Twilight                                               | 2005                 | 17-01-2009            | 17              | 25           |             |
| Nieuwe maan                                            | 2006                 | 24-01-2009            | 30              | 13           |             |
| Eclips                                                 | 2007                 | 11-04-2009            | 4               | 23           |             |
| Morgenrood                                             | 2008                 | 24-04-2010            | 1(1wk)          | 21           |             |
| Het korte tweede leven van Bree Tanner                 | 2010                 | 12-06-2010            | 10              | 8            |             |
| Het officiële geïllustreerde boek bij de Twilight saga | 2011                 | 23-04-2011            | 39              | 1            |             |

- Bibsys: 6076667
- Biblioteca Nacional de Chile: 000668007
- Biblioteca Nacional de España: XX1237116
- Bibliothèque nationale de France: cb15023326h (data)
- Catàleg d'autoritats de noms i títols de Catalunya: 981058529332706706
- CiNii: DA15981889
- Gemeinsame Normdatei: 131676350
- International Standard Name Identifier: 0000 0001 2321 4384
- Library of Congress Control Number: n2004030792
- Nationale Bibliotheek van Letland: 000124867
- MusicBrainz: 8c6b977c-444a-4948-9a2d-25c9a20e77d3
- Bibliotheek van het Japanse parlement: 01010870
- Nationale Bibliotheek van Tsjechië: xx0038685
- Nationale bibliotheek van Australië: 44067233
- Nationale Bibliotheek van Israël: 987007309667605171
- Nationale Bibliotheek van Polen: a0000002394650
- Nationale en Universitaire bibliotheek Zagreb: 000486061
- Nederlandse Thesaurus van Auteursnamen: 288562399
- Istituto Centrale per il Catalogo Unico: MODV358826
- LIBRIS: 328986
- Système universitaire de documentation: 115098364
- Trove: 1460045
- Virtual International Authority File: 102313919
- WorldCat: E39PBJpYCQFXFbW4pvVrp3DQbd